# Euryopis pepini
Euryopis pepini là một loài nhện trong họ Theridiidae.
Loài này thuộc chi Euryopis. Euryopis pepini được Herbert Walter Levi miêu tả năm 1954.